# Santuario della Madonna del Rosario piena di Grazia (Janów Podlaski)

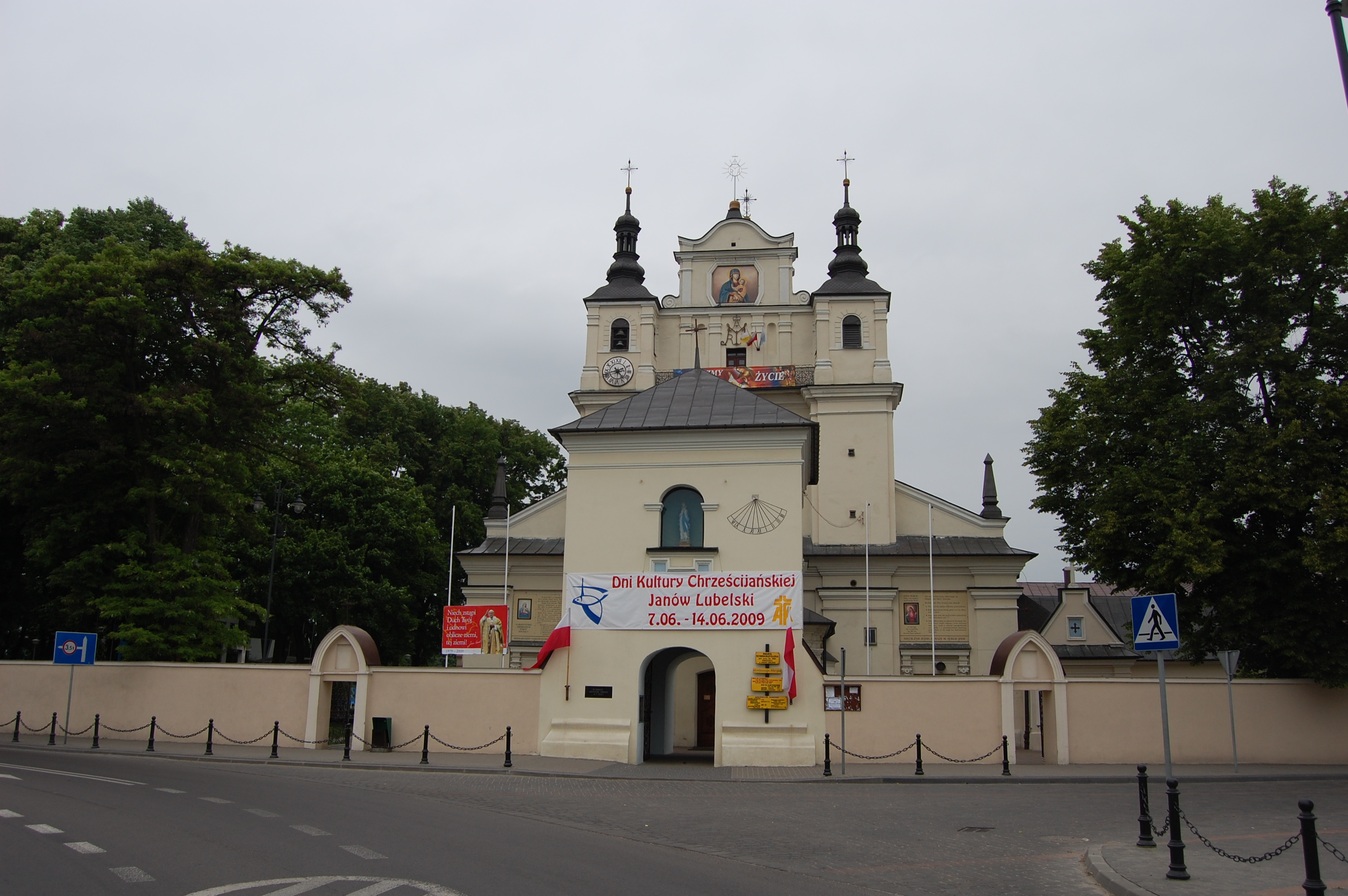
Chiesa di San Giovanni Battista a Janów Lubelski

Il santuario della Madonna del Rosario piena di Grazia, chiesa di San Giovanni Battista a Janów Lubelski, collegiata (in polacco: Sanktuarium Matki Bożej Różańcowej Łaskawej, kościół św. Jana Chrzciciela w Janowie Lubelskim, kolegiata) è un complesso monastico dell’Ordine Domenicano, costruito negli anni 1694-1769 a Janów Lubelski.
Nel 1864 i domenicani, avendo aiutato i membri della Rivolta di gennaio polacca, furono costretti dal potere dell’Impero russo ad abbandonare la loro chiesa. Nel 1762 un’immagine della Madonna del Rosario, legata al tempio domenicano, fu dichiarata miracolosa.
Il 24 gennaio 2015 il santuario viene elevato al rango di collegiata.